# Sibinal
Sibinal ist ein Ort und ein Municipio im Departamento San Marcos in Guatemala. Der Ort liegt rund 320 km nordwestlich von Guatemala-Stadt und knapp 10 km östlich der Grenze zu Mexiko im Hochland der Sierra Madre auf 1510 Metern Höhe. 
Sibinal ist von der Departamentshauptstadt San Marcos aus über eine Landstraße zu erreichen, die östlich des Vulkans Tajumulco über La Grandeza, Serchil und Ixchiguán sowie über den 3400 Meter hohen Pass Cumbre de Cotzil in den abgelegenen Norden des Departamentos führt. Sibinal liegt am Fuß des 4093 Meter hohen Vulkans Tacaná, über dessen Krater die Grenze zwischen Guatemala und Mexiko verläuft. Sibinal ist in der Regel Ausgangspunkt für Besteigungen des Tacaná. Wegen der relativ niedrigen Lage des Dorfes dauert der Aufstieg in der Regel acht bis zehn Stunden.
In dem 176 km² großen, wirtschaftlich unterentwickelten Municipio Sibinal leben rund 30.000 Menschen. Neben dem Hauptort besteht das Municipio aus den Landgemeinden (Aldeas) Checamba, Chocabj, San Andrés Cheoj, San Antonio Las Barrancas und Vega de Volcán sowie aus rund 40 Weilern. Angrenzende Municipios sind Tacaná im Norden, Ixchiguan im Osten, Tajumulco im Süden und der mexikanische Bundesstaat Chiapas im Westen.